# Vision Eternel
Vision Eternel – kanadyjsko-amerykański zespół ambient, shoegaze, post-rockowy założony w 2007 roku w Edison w New Jersey. Obecnie działa w Montrealu.

## Muzycy

### Obecny skład zespołu
- Alexandre Julien – gitara, gitara basowa (od 2007)

### Byli członkowie zespołu
- Philip Altobelli – gitara (2007)
- Nidal Mourad – gitara (2008)
- Adam Kennedy – gitara (2008)

## Dyskografia
- „Seul Dans L'obsession” (2007)
- „Un Automne En Solitude” (2008)
- „An Anthology Of Past Misfortunes” (2009)
- „Abondance De Périls” (2010)
- „The Last Great Torch Song” (2012)
- „Echoes From Forgotten Hearts” (2015)
- „For Farewell Of Nostalgia” (2020)